# Lagoa da Pederneira
A Lagoa da Pederneira "era um extenso lençol de águas quietas, abrigadas, muito piscosas" no território do rio Alcoa, em Portugal, representando para as populações das suas margens uma fonte de riqueza deveras importante. A Lagoa aparece referenciada numa carta romana como seno petronero tendo toda a sua orla sido povoada desde os tempos pré-históricos.
A lagoa, durante os séculos XIV e XV, devido à desflorestação das encostas, em seu torno e nas bacias hidrográficas dos rios que aí desaguavam, sofreu um progressivo e profundo assoreamento que levou por vezes ao encerramento da barra, causando a morte das abundantes espécies de peixes e de moluscos que durante séculos alimentaram as populações da região. A barra situava-se no local hoje denominado Pontes da Barca, a sul da Nazaré (Portugal). No início do século XVII, a Lagoa acabou por desaparecer quase por completo, dando lugar a pântanos e sapais. Das obras de drenagem efectuadas pelos monges de Alcobaça nestes terrenos resultantes do recuo das águas, surgiram os férteis campos aluviais da Maiorga, e do Valado dos Frades. Na década de 1930 o Estado Novo promoveu a secagem dos sapais da Cela Velha, daí resultando os férteis campos hortícolas da Cela.
A designação de Lagoa da Pederneira advém, segundo alguns, do nome de uma povoação homónima, desaparecida há muito, situada na margem poente, perto da barra, a sudeste da actual Pederneira. Outros, defendem a tese de que o nome se deve à existência, na zona, de afloramentos sedimentares contendo calhaus de pederneira, pedra que percutida por metal produz faísca, com 3.000 graus C., sendo por isso de grande utilidade para acender o fogo, em qualquer lugar.